# Bestuurlijke indeling van Oostenrijk

Deelstaten van Oostenrijk

De bestuurlijke indeling van Oostenrijk bestaat naast de federale overheid uit deelstaten, die met uitzondering van Wenen één tot twee bestuurslagen kennen.

## Deelstaten
Oostenrijk is als federale staat verdeeld in negen Bondslanden (Bundesländer, enkelvoud: Bundesland):
| Vlag | Wapen | Naam                                | ISO | NUTS | Hoofdstad    | Landeshauptmann                | Regeringspartijen (met zetelaantal)                   | Inwoners (2025) | Oppervlakte km² | Inwoners per km² (2025) |
| ---- | ----- | ----------------------------------- | --- | ---- | ------------ | ------------------------------ | ----------------------------------------------------- | --------------- | --------------- | ----------------------- |
|      |       | Burgenland                          | 1   | AT11 | Eisenstadt   | Hans Peter Doskozil (SPÖ)      | SPÖ: 17 Grüne: 2 (Totaal Landdag: 36)                 | 0.301.790       | 03.965          | 0.076                   |
|      |       | Karinthië (Kärnten)                 | 2   | AT21 | Klagenfurt   | Peter Kaiser (SPÖ)             | SPÖ: 15 ÖVP: 7 (Totaal Landdag: 36)                   | 0.570.095       | 09.537          | 0.060                   |
|      |       | Neder-Oostenrijk (Niederösterreich) | 3   | AT12 | Sankt Pölten | Johanna Mikl-Leitner (ÖVP)     | ÖVP: 23 FPÖ: 14 SPÖ: 12 (Totaal Landdag: 56)          | 1.727.514       | 19.180          | 0.090                   |
|      |       | Opper-Oostenrijk (Oberösterreich)   | 4   | AT31 | Linz         | Thomas Stelzer (ÖVP)           | ÖVP: 22 FPÖ: 11 SPÖ: 11 Grüne: 7 (Totaal Landdag: 56) | 1.535.519       | 11.983          | 0.128                   |
|      |       | Salzburg                            | 5   | AT32 | Salzburg     | Wilfried Haslauer junior (ÖVP) | ÖVP: 12 FPÖ: 10 (Totaal Landdag: 36)                  | 0.572.846       | 07.155          | 0.080                   |
|      |       | Stiermarken (Steiermark)            | 6   | AT22 | Graz         | Mario Kunasek (FPÖ)            | FPÖ: 17 ÖVP: 13 (Totaal Landdag: 48)                  | 1.271.716       | 16.399          | 0.078                   |
|      |       | Tirol                               | 7   | AT33 | Innsbruck    | Anton Mattle (ÖVP)             | ÖVP: 14 SPÖ: 7 (Totaal Landdag: 36)                   | 0.777.660       | 12.648          | 0.061                   |
|      |       | Vorarlberg                          | 8   | AT34 | Bregenz      | Markus Wallner (ÖVP)           | ÖVP: 15 FPÖ: 11 (Totaal Landdag: 36)                  | 0.411.784       | 02.602          | 0.158                   |
|      |       | Wenen (Wien)                        | 9   | AT13 | Wenen        | Michael Ludwig (SPÖ)           | SPÖ: 46 NEOS: 8 (Totaal Landdag: 100)                 | 2.028.289       | 00.415          | 4.887                   |

De deelstaten hebben een voor vier jaar door de kiesgerechtigden gekozen parlement, de Landdag (Landtag), in Wenen de gemeenteraad. Bestuursorgaan van de deelstaten is de landsregering (Landesregierung), die bestaat uit de Landshoofdman (Landeshauptmann/Landeshauptfrau) en de Landsraden (Landesrätinnen/Landesräte). In Wenen vervullen de burgemeester en de stadsraden deze rol. Zij worden bijgestaan door de Landsdirecteur (Landesdirektor(in)) als hoogste ambtenaar.

## Districten en districtsvrije steden
De Districten (Bezirke, enkelvoud Bezirk) zijn bestuurseenheden van de deelstaten. Met uitzondering van de Districtsvrije steden (Statutarstädte, enkelvoud Statutarstadt) is het gebied van een deelstaat ingedeeld in districten. Ieder district heeft een Bezirkshauotmannschaft, met aan het hoofd een door de landsregering benoemde Districtshoofdman (Bezirkshauptfrau/Bezirkshauptmann). In de districtsvrije steden worden de districtstaken uitgevoerd door de gemeenteorganen.

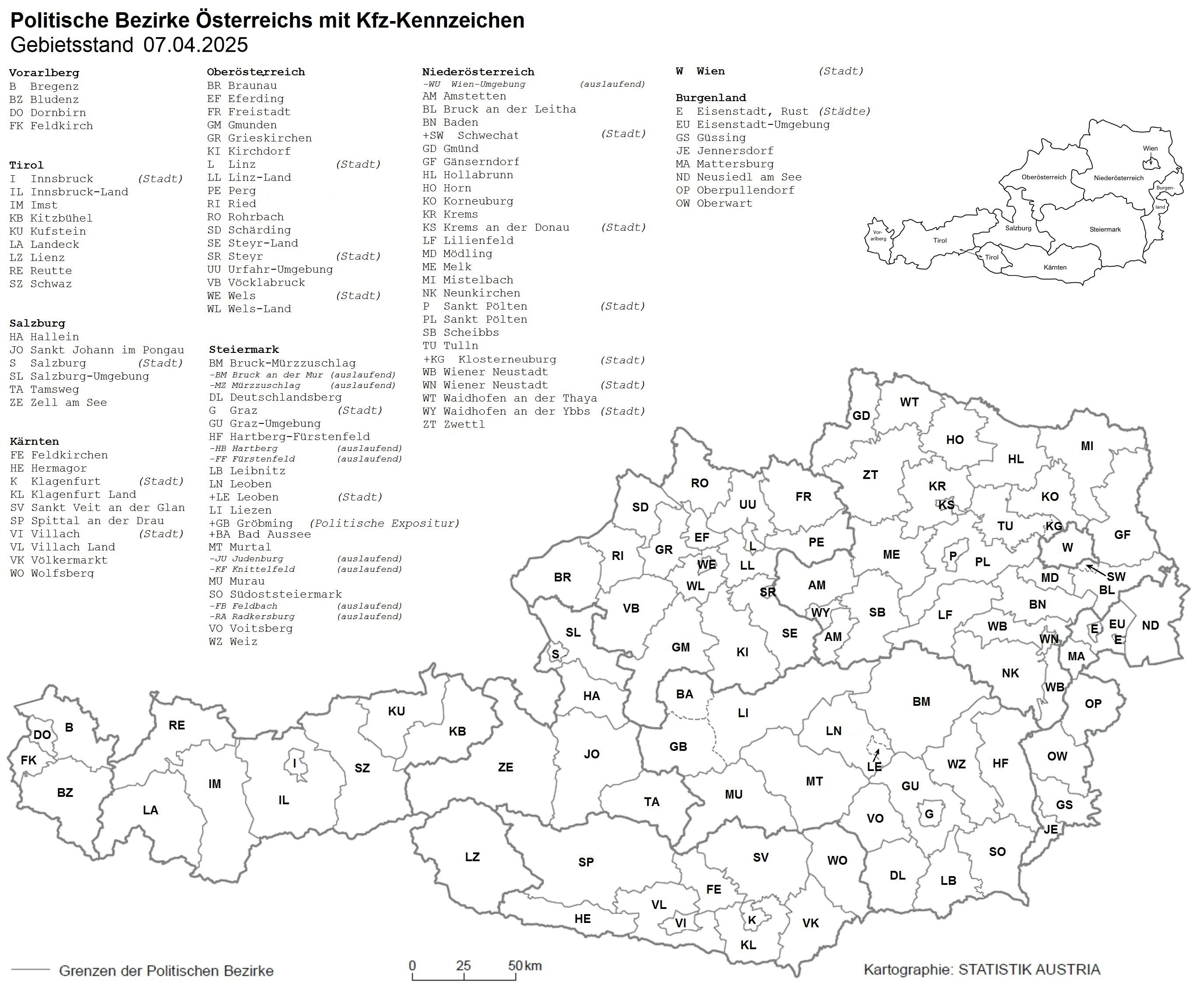
Districten en Districtsvrije steden (rood)

## Gemeenten
Het lokaal bestuur kent als organisatievorm de gemeente (Gemeinde). De gemeenten hebben zowel taken in het kader van de gemeentelijke autonomie als taken in het kader van medebewind vanuit de deelstaat of de bond. 15 van de grootste gemeenten zijn districtsvrij en vervullen ook de taken van de districten. De Oostenrijkse grondwet (artikel 116) schrijft voor dat iedere gemeente een gemeenteraad, een burgemeester en een gemeentebestuur heeft. Hoogste orgaan is de gemeenteraad (Gemeinderat of Stadtrat). De andere organen zijn verantwoording schuldig aan de gemeenteraad. De gemeenteraad wordt door de bevolking gekozen. De gemeenteraad kiest het gemeentebestuur (Gemeindevorstand, Stadtrat of Stadtsenat). De burgemeester (Bürgermeister(in)) wordt hetzij door de gemeenteraad hetzij direct gekozen. In het kader van medebewind is de burgemeester verantwoording schuldig aan deelstaat of bond. De ambtelijke organisatie heet  Gemeindeamt, Stadtamt en in de districtsvrije steden Magistrat.